# 일주 운동

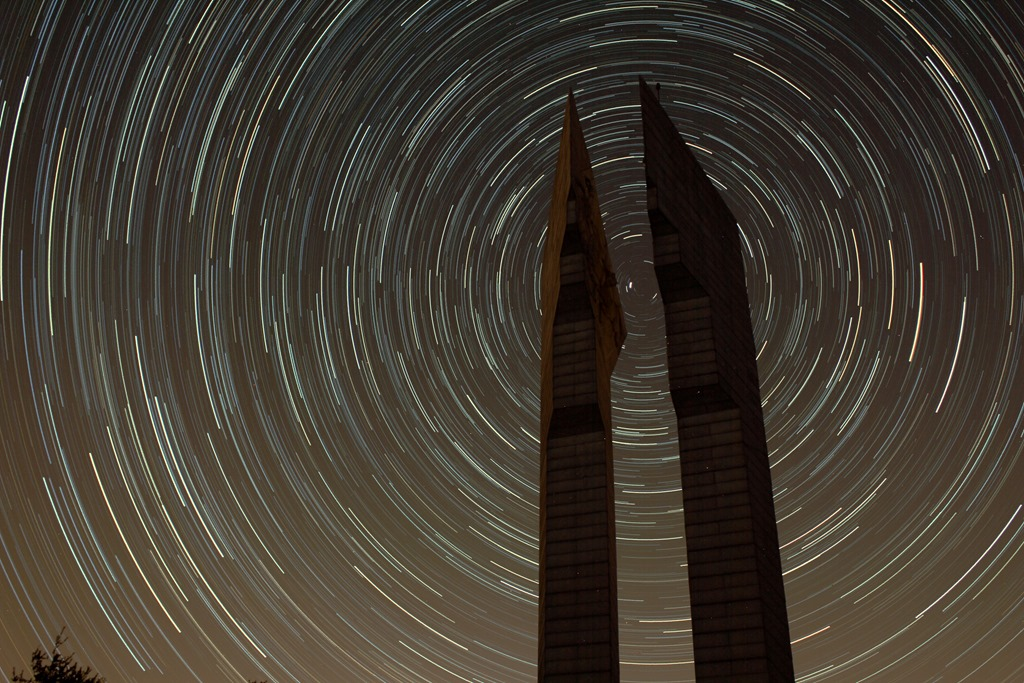
북극성을 중심으로 일주운동을 하는 별들(2013년 12월 29일, 백마고지).

일주 운동(日週運動)은 지구의 자전으로 인하여 하늘의 별들이 지구상의 관측자에게 회전하는 것처럼 보이는 겉보기 운동을 말한다. 북극성을 포함한 모든 별은 하루에 한 번씩 천구의 북극을 중심으로 시계 반대 방향으로 동심원을 그리며 운동한다. 또한 이때 천구에 그려지는 원을 '일주권'이라고 한다. 일주권의 크기는 천구상의 별의 위치가 천구의 남극이나 북극에 가까울 수록 작아진다.
• 달의 월주운동 또한 있다.

## 참고 문헌
- 이 문서에는 다음커뮤니케이션(현 카카오)에서 GFDL 또는 CC-SA 라이선스로 배포한 글로벌 세계대백과사전의 내용을 기초로 작성된 글이 포함되어 있습니다.